# Maarten de Vos

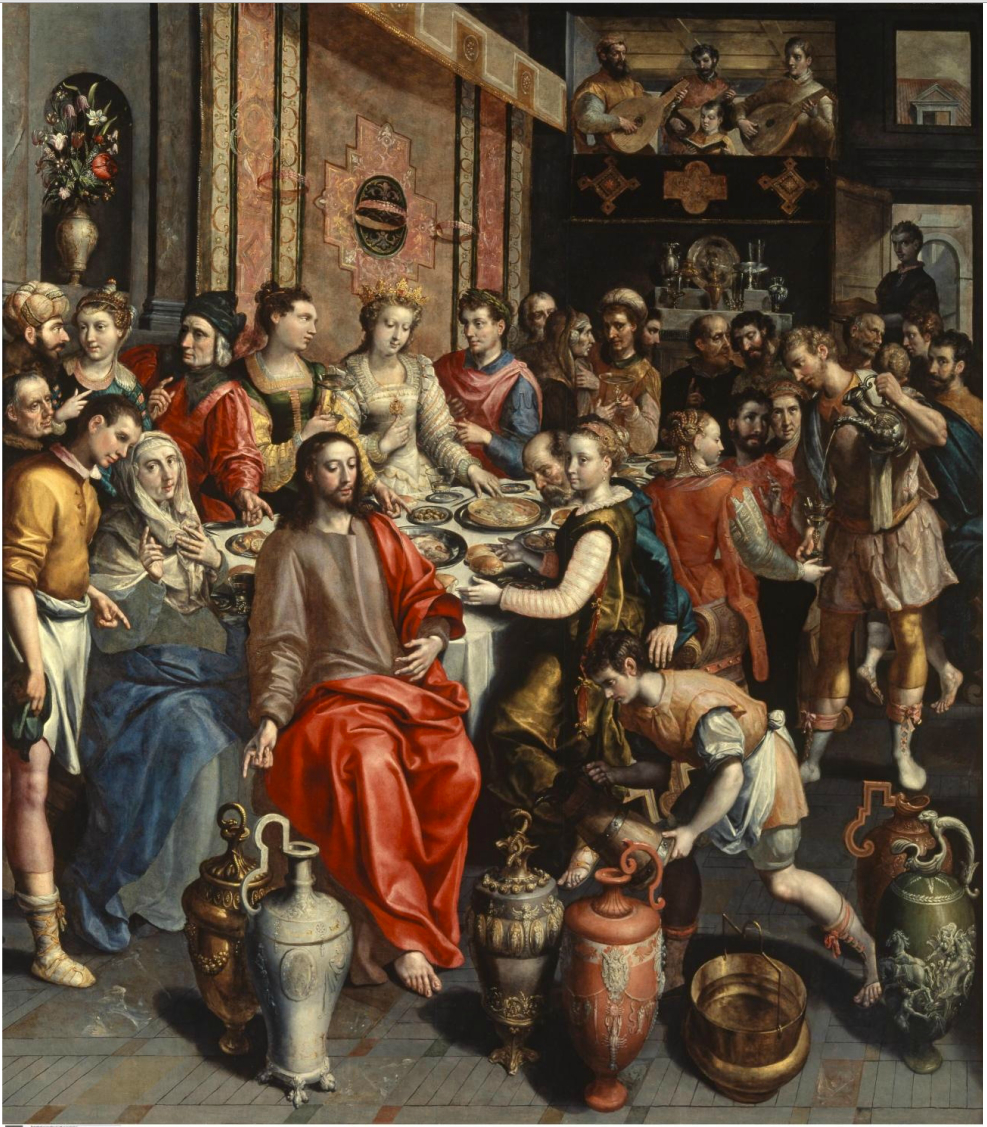
Nozze di Cana

Maarten de Vos (Anversa, 1532 – Anversa, 4 dicembre 1603) è stato un pittore fiammingo.

## Vita e opere
Fu l'allievo dapprima del padre Pieter e poi di Frans Floris.
All'età di vent'anni era già maestro ad Anversa, appena prima di trasferirsi in Italia per approfondire gli studi a Roma, Firenze e Venezia, dove completò la sua formazione presso Tintoretto.
Rientrò in patria nel 1562 per aprire una bottega frequentata da numerosi allievi.
Nel 1570 si spostò ad Hannover per lavori nella cappella del castello di Celle.
Dopo il periodo "italiano" caratterizzato da colori caldi e luminosi, la produzione seguente divenne sempre più accademica e manierista, come evidenziarono i vari dipinti storici-religiosi, tra cui Le nozze di Cana, Il trionfo di Cristo, Il giudizio finale, Ecce Homo e Storie di Rebecca. Dal 1570 in poi realizzò opere monumentali, come un Giudizio universale, l'Adorazione dei pastori, una Sacra Genealogia, un Martirio del Santo Patrono conservato presso la chiesa di San Giacomo di Anversa.
Le sue opere sono conservate in chiese sparse su tutto il territorio belga.
Il pittore fu apprezzato anche per la sua attività di ritrattista, per le incisioni e i disegni esposti al Courtauld Institute of Art di Londra e al museo di San Francisco.

## Galleria d'immagini

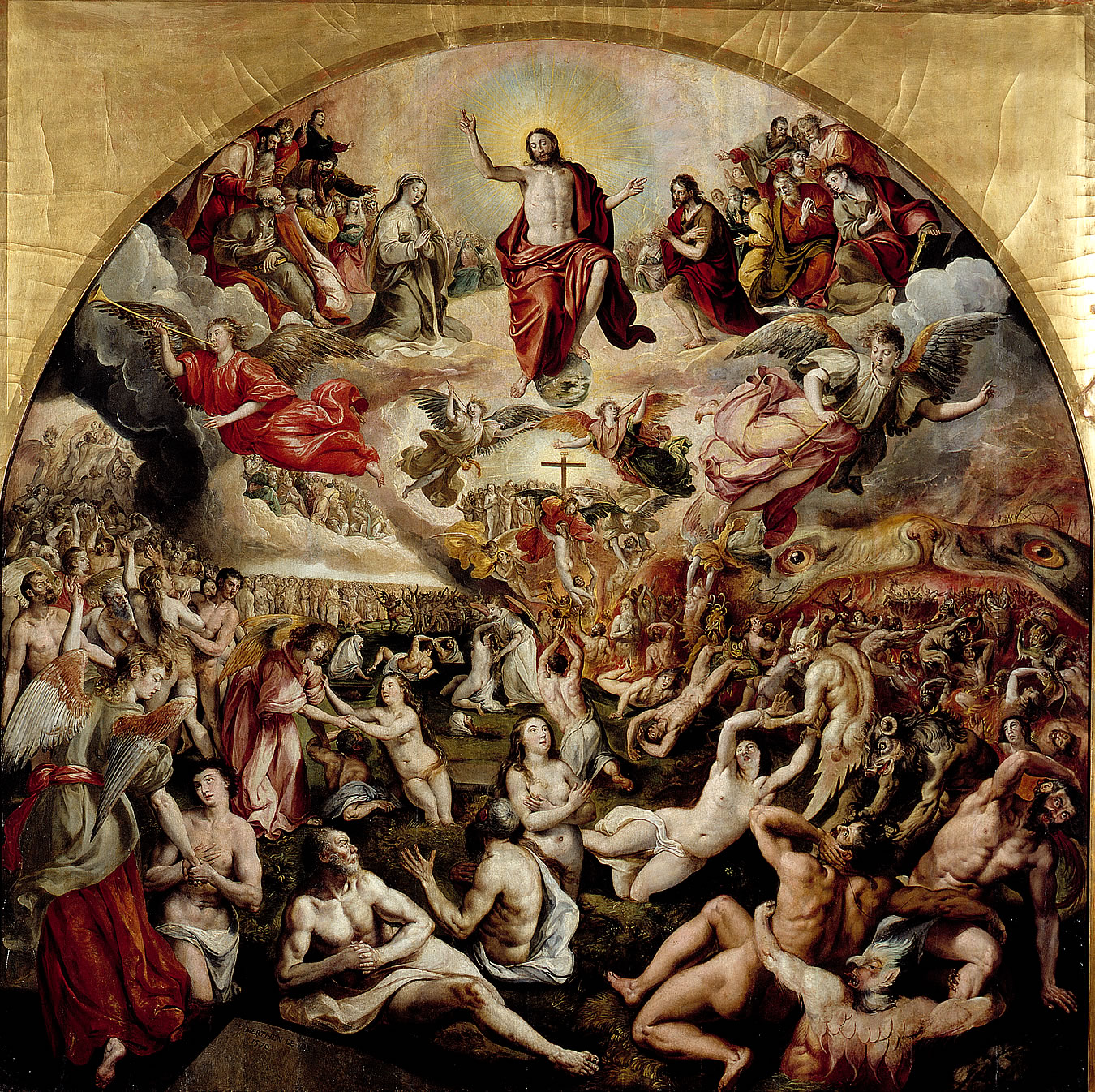
Giudizio Finale, Museo de Bellas Artes di Siviglia (1570)
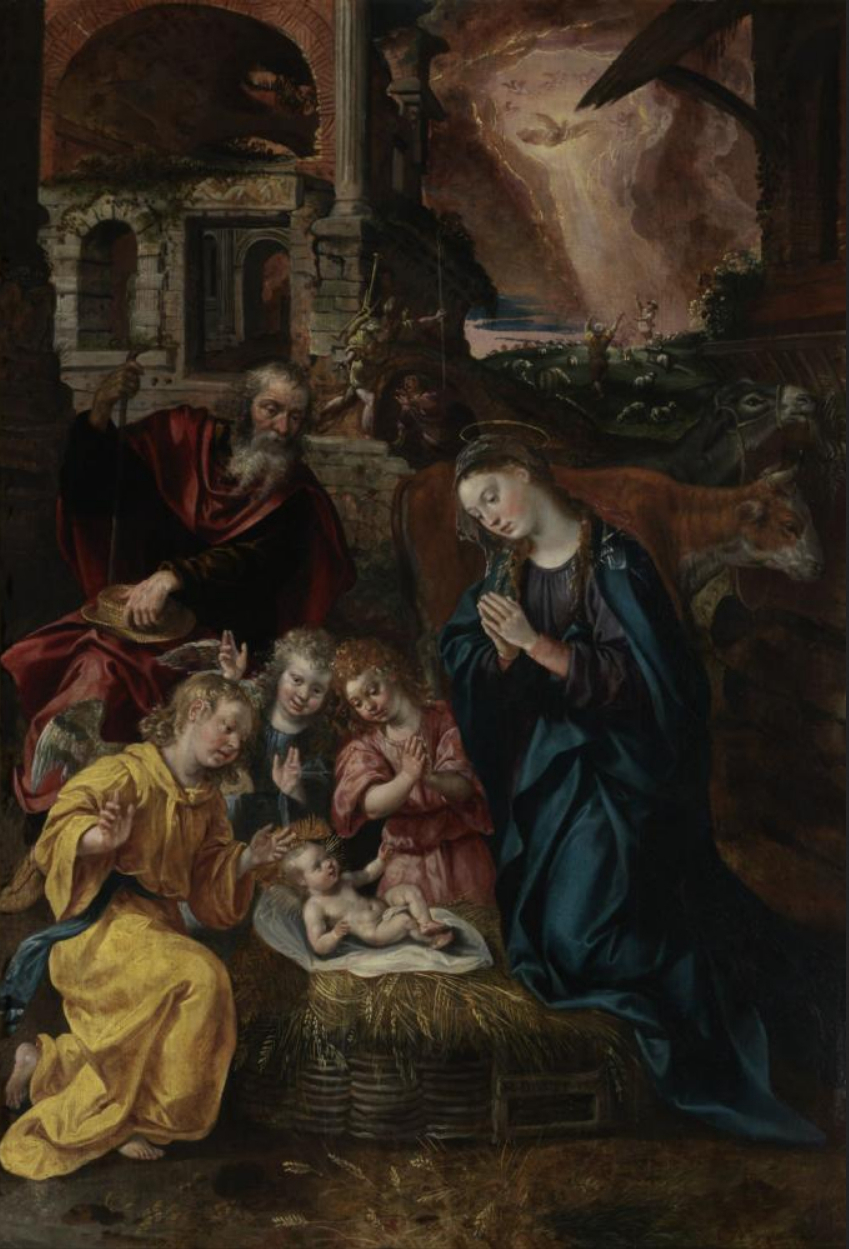
Natività, Cattedrale di Anversa (1577)
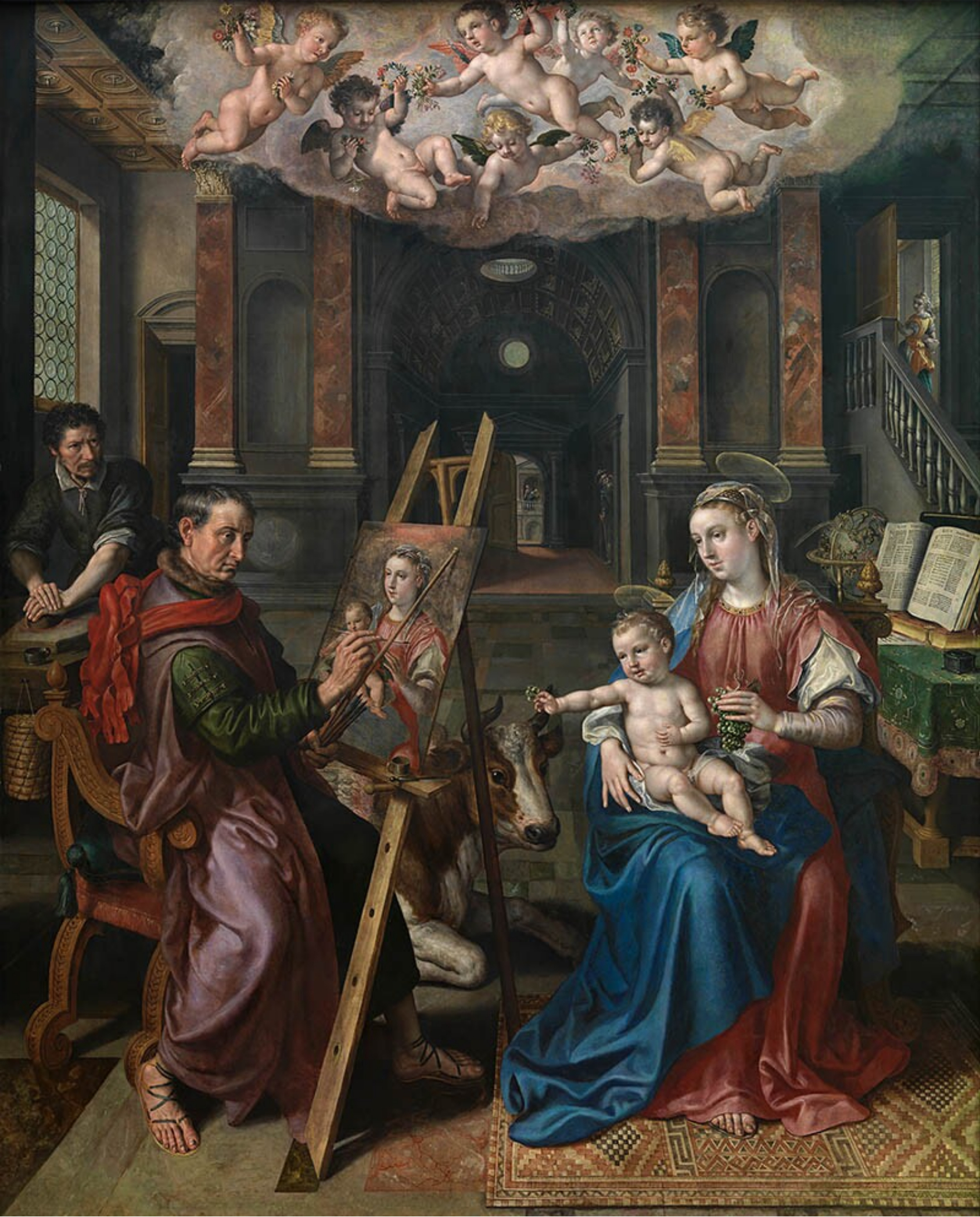
San Luca e la Vergine, Museo Reale di Belle Arti di Anversa (1602)
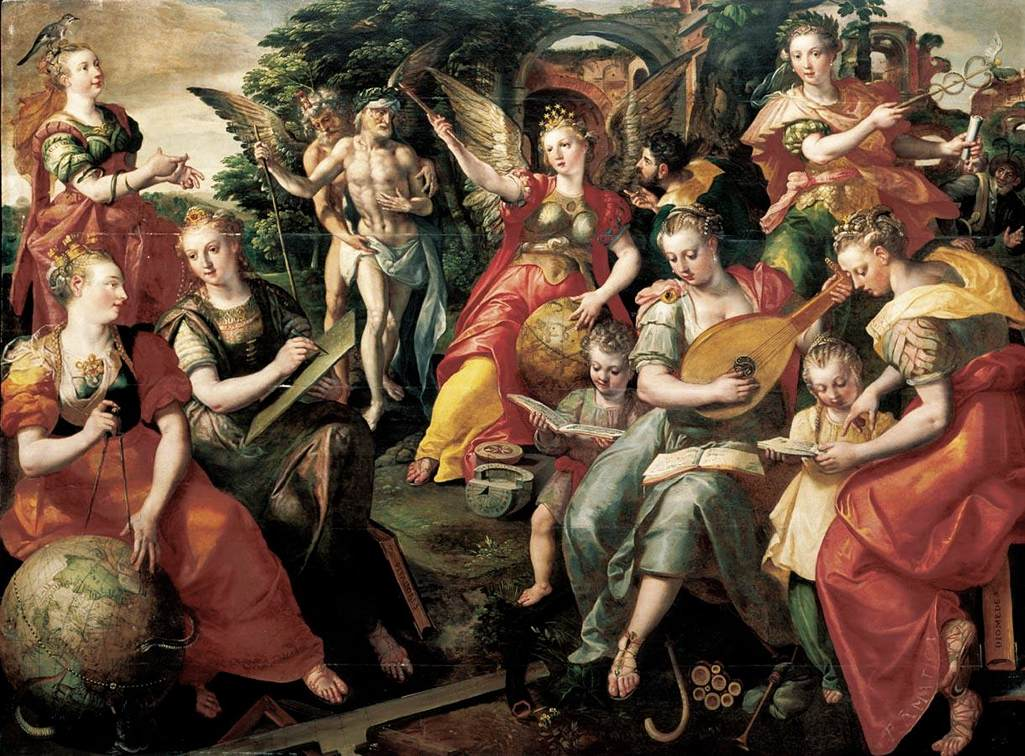
Le sette arti, (1590)
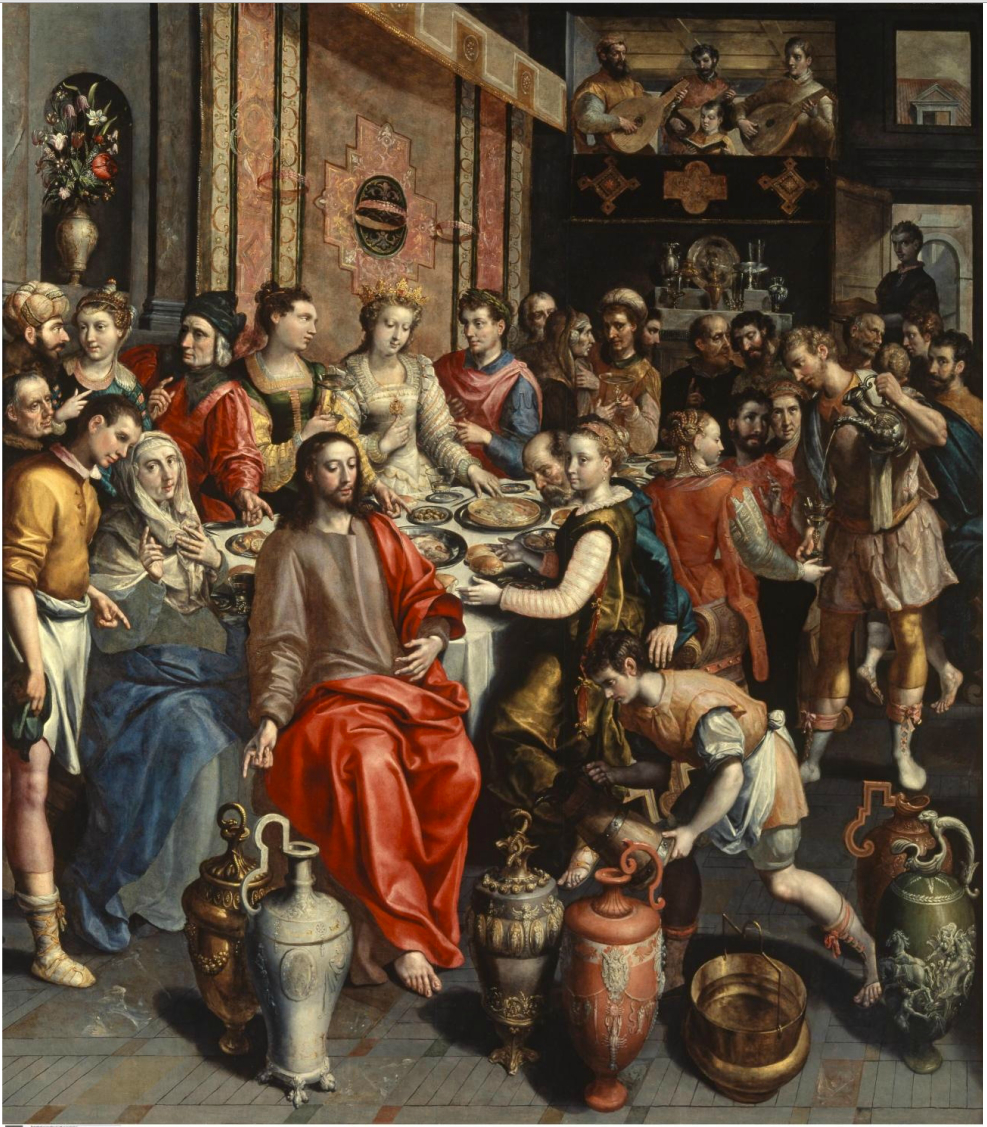
Le nozze di Cana, Cattedrale di Anversa (1596)
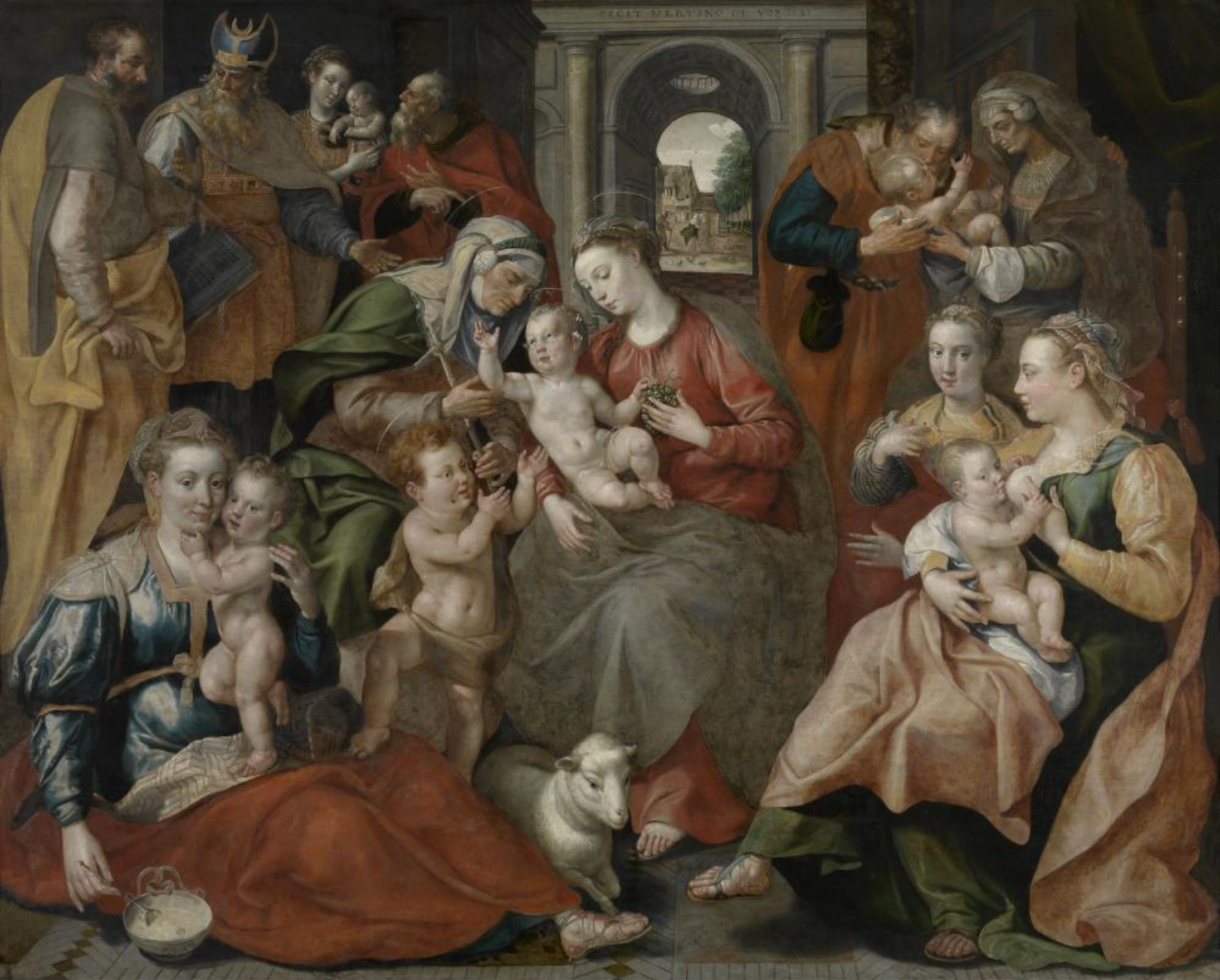
La familia di Santa Anna, Museo di Belle Arti di Gand (1585)
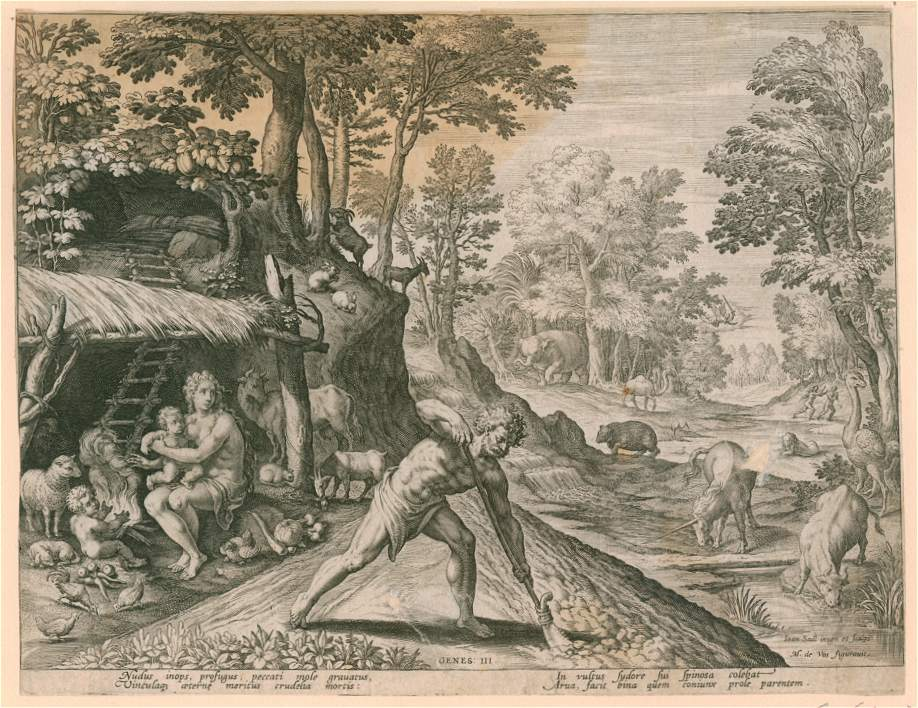
Adamo ed Eva espulsi dal Paradiso Terrestre, 1583)